# Basaria
Basaria là một census town ở quận Dhanbad ở bang Jharkhand, Ấn Độ.

## Cơ cấu dân số
Theo cuộc điều tra dân số năm 2001 ở Ấn Độ,India Basaria có dân số 3966 người. Nam giới chiếm 53% và nữ giới chiếm 47% dân số. Basaria có tỷ lệ biết chữ bình quân 52%, thấp hơn mức trung bình quốc gia 59,5%; với 69% đàn ông và 31% phụ nữ biết chữ. 15% dân số dưới 6 tuổi.